# New Prague (Minnesota)
New Prague es una ciudad ubicada en el condado de Scott en el estado estadounidense de Minnesota. En el Censo de 2010 tenía una población de 7321 habitantes y una densidad poblacional de 742,68 personas por km².

## Geografía
New Prague se encuentra ubicada en las coordenadas 44°32′46″N 93°34′33″O / 44.54611, -93.57583. Según la Oficina del Censo de los Estados Unidos, New Prague tiene una superficie total de 9.86 km², de la cual 9.86 km² corresponden a tierra firme y (0%) 0 km² es agua.

## Demografía
Según el censo de 2010, había 7321 personas residiendo en New Prague. La densidad de población era de 742,68 hab./km². De los 7321 habitantes, New Prague estaba compuesto por el 96.52% blancos, el 0.52% eran afroamericanos, el 0.27% eran amerindios, el 0.61% eran asiáticos, el 0% eran isleños del Pacífico, el 0.61% eran de otras razas y el 1.46% pertenecían a dos o más razas. Del total de la población el 1.94% eran hispanos o latinos de cualquier raza.